# کتابخانه ملی دانشگاه تورین

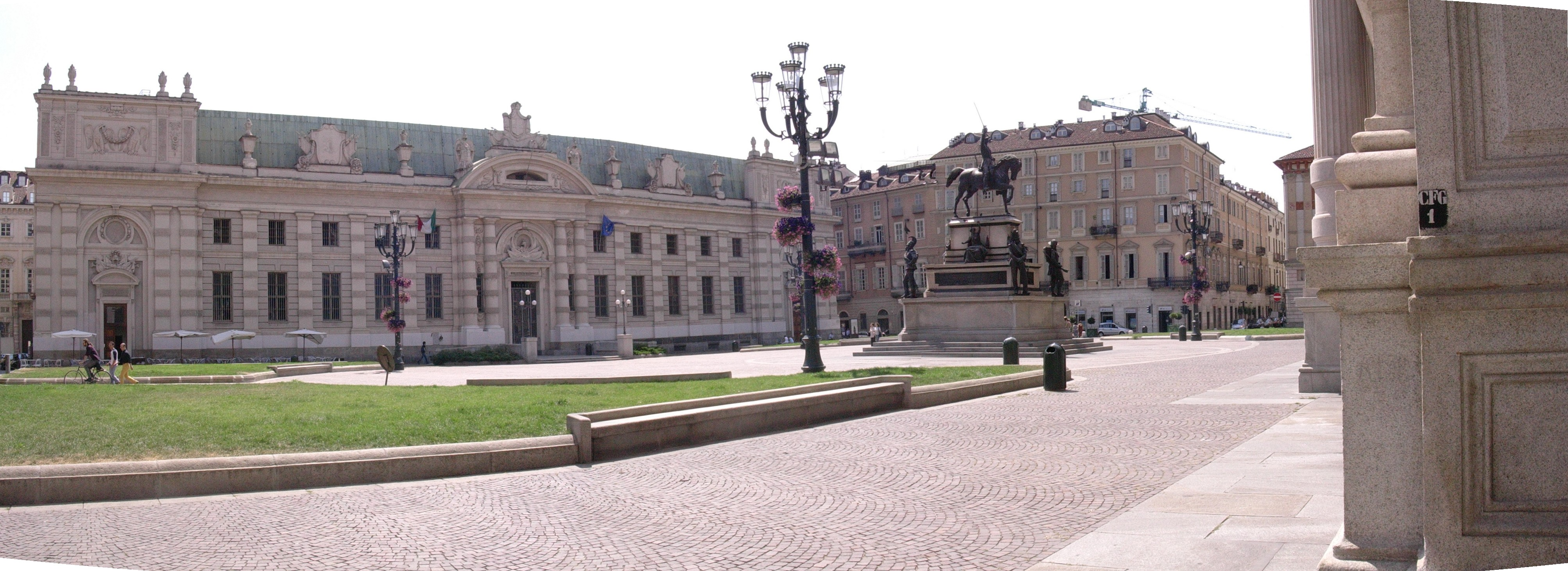
کتابخانه ملی دانشگاه تورین

کتابخانه ملی دانشگاه تورین (ایتالیایی: Biblioteca nazionale universitaria) واقع در تورین ایتالیا، یکی از کتابخانه‌های اصلی این کشور است.
این کتابخانه در سال ۱۷۲۰ با یکپارچه کردن مجموعه‌های کتابخانه دانشگاه تورین و دوک‌های ساووی، به عنوان کتابخانه دانشگاه سلطنتی توسط ویکتور آمادئوس دوم، تأسیس شد. و سپس با اتحاد ایتالیا در سال ۱۸۷۲ به کتابخانه ملی تغییر نام داد.
در سال ۱۹۰۴ در اثر آتش‌سوزی هزاران کتاب و نسخه خطی این کتابخانه از بین رفت. پس از آتش‌سوزی برای آموزش از تخصص مرمت‌گرانی مانند ارمینیا کودانا استفاده شد.
همچنین در دسامبر ۱۹۴۲ این کتابخانه بمباران شد.
در حال حاضر، این کتابخانه دارای بیش از ۷۶۳۸۳۳ کتاب، ۱۰۹۵ نشریه ادواری و ۱۶۰۰ اینکانوبولا است.

## در ادامه مطلب
- G. Ratti, Dal libro alla biblioteca. Le biblioteche pubbliche، الساندریا، دل اورسو، ۱۹۹۳.